# Frederik Poppe
Frederik Poppe (* 1975) ist ein deutscher Künstler, Rehabilitationswissenschaftler und Hochschullehrer. Er ist Professor für Rehabilitation und Teilhabe an der Hochschule Merseburg. Seine Arbeit verbindet Kunst mit inklusionsorientierter Sozialarbeit.

## Leben und Ausbildung
Frederik Poppe studierte Bildende Kunst an der Universität der Künste Berlin sowie Rehabilitationswissenschaften und Sonderschulpädagogik an der Humboldt-Universität zu Berlin. Nach seiner Promotion zum Thema der künstlerischen Interaktion mit Menschen mit Assistenzbedarf war er wissenschaftlicher Mitarbeiter an der Universität Leipzig. Bis zu seinem Ruf arbeitete er unter anderem für die Bundesvereinigung Lebenshilfe.

## Künstlerisches Wirken
Poppe ist als freischaffender Künstler tätig und betreibt ein eigenes Atelier. Seine Werke wurden unter anderem im Museum Folkwang in Essen ausgestellt. Teile seines Werks sind für die Ankäufe zur Sammlung des Deutschen Bundestags (Artothek) 2025 nominiert.
Im Interview-Podcast „Atelier Talk“ beschreibt er sein künstlerisches Schaffen als Verbindung von Malerei, Siebdruck, Décollage und sozialem Raum. Seine Ausstellung „Zeit – perspektivisch“ wurde mit Performances und Lesungen begleitet und thematisierte soziale Teilhabe in künstlerischen Formaten.
Er ist Mitherausgeber des Sammelbandes Wechselwirkungen – Kunst im Kontext der Inklusionsdebatte, der in Fachkreisen breite Rezeption fand. 

## Wissenschaftliches Wirken
Seit 2014 ist Poppe Professor für Rehabilitation und Teilhabe an der Hochschule Merseburg. Er lehrt im Fachbereich Soziale Arbeit, Medien und Kultur. Seine Forschungsschwerpunkte liegen im Bereich der inklusiven Kultursozialarbeit, der Teilhabeforschung und der künstlerischen Bildung für Menschen mit Behinderung.
Poppe ist regelmäßig Referent bei bundesweiten Fachtagungen zur kulturellen Bildung, unter anderem an der Bundesakademie für Kulturelle Bildung in Wolfenbüttel.
Er ist Vorsitzender der Gesellschaft für Erwachsenenbildung und Behinderung und engagiert sich im Bündnis für Teilhabeforschung sowie in weiteren Fachnetzwerken. Zudem gehört er dem Redaktionsbeirat der Fachzeitschrift Teilhabe an.

## Publikationen (Auswahl)
- Poppe, F. (Hrsg.): Wechselwirkungen. Kunst im Kontext der Inklusionsdebatte. Bundesvereinigung Lebenshilfe e. V., 2022. ISBN 978-3-88617-679-3.
- Poppe, F., Schuppener, S.: „Zugang zu Kunst und künstlerischer Bildung für Menschen mit Assistenzbedarf – Das europäische Projekt ART FOR ALL“. In: Zeitschrift für Inklusion, 2016.
- Poppe, F., Stoffers, N.: „Arbeitsplätze für Künstler*innen mit Assistenzbedarf“. In: Kubi-online.de, 2023.